# Comuna Veazivok, Pavlohrad
Veazivok (în ucraineană В`язівок) este o comună în raionul Pavlohrad, regiunea Dnipropetrovsk, Ucraina, formată din satele Veazivok (reședința) și Vesele.

## Demografie
Componența lingvistică a satului Veazivok
     Ucraineană (94,11%)
     Rusă (5,47%)
     Alte limbi (0,19%)
Conform recensământului din 2001, majoritatea populației satului Veazivok era vorbitoare de ucraineană (94,11%), existând în minoritate și vorbitori de rusă (5,47%).